# Indický oceán
Indický oceán je třetí největší oceán na Zemi. Nachází se mezi Afrikou, Asií, Austrálií a Antarktidou. Celý leží na východní polokouli a velkou většinou jižně od rovníku.

## Geografie

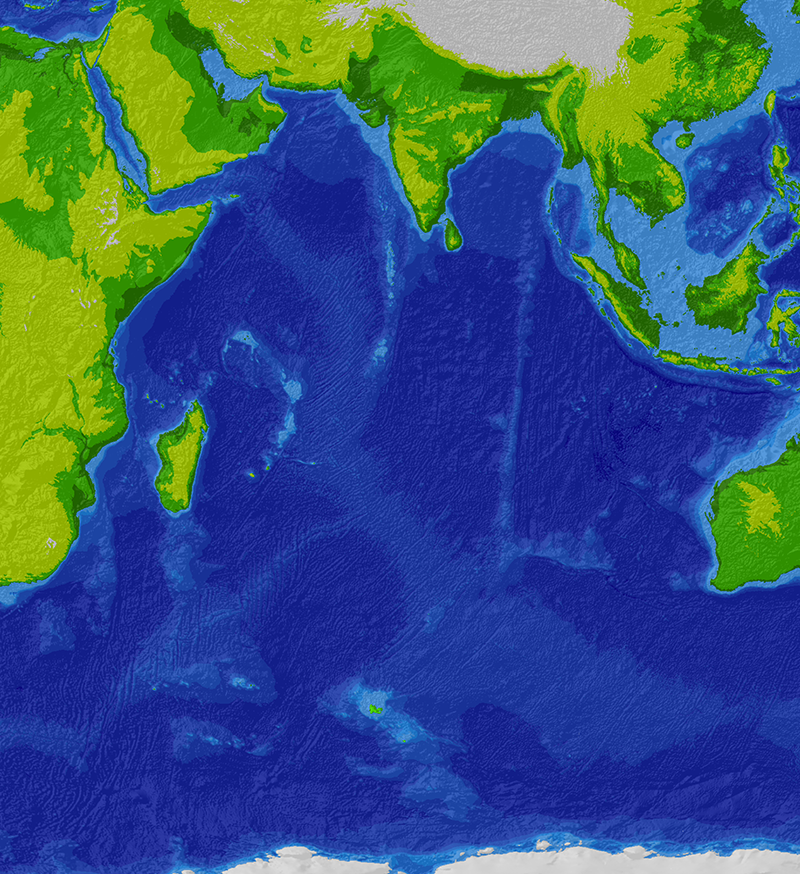
Batymetrická mapa Indického oceánu

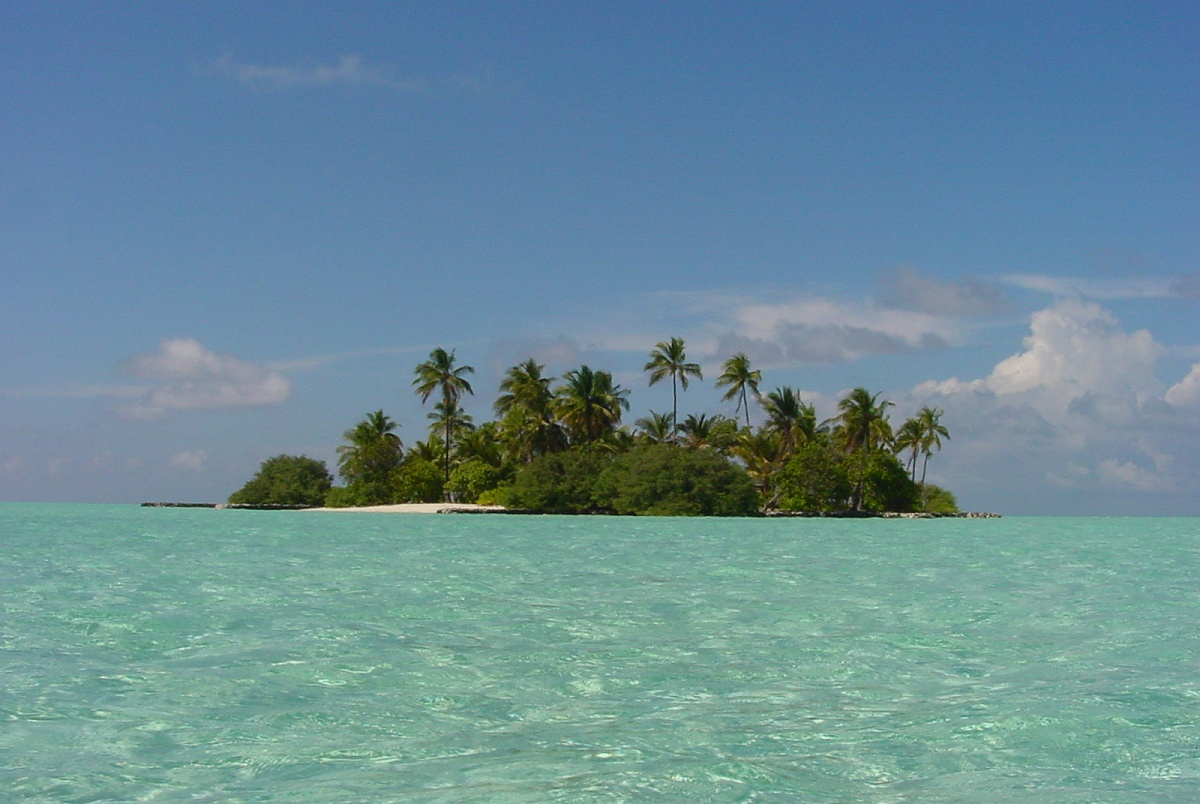
Maledivy

Jeho rozloha je 73,556 milionu km², což představuje přibližně 20 procent povrchu světového oceánu. Obsahuje 292,131 milionu km³ vody.
Na západě (20° východní délky) přechází volně do Atlantského oceánu, na jihu (60° jižní šířky) do Jižního ledového oceánu a na východě (146°55' východní délky) do Tichého oceánu. Ze severozápadu a severu je přirozeně uzavřený, na severovýchodě je mnoha průlivy (např. Malackým, Sundským) ve Východoindickém souostroví (Indonésie) propojen s okrajovými moři Tichého oceánu (Jihočínské, Jávské, Arafurské). Na severozápadě je Suezským průplavem uměle propojen se Středozemním mořem.

### Klimatické podmínky
Vzhledem ke své poloze je Indický oceán v průměru nejteplejším světovým oceánem. Podstatná část jeho plochy se nachází v tropickém nebo subtropickém podnebném pásu. Pro oblast na sever od rovníku je charakteristické monzunové podnebí. V tropech jižně od rovníku jsou větry mírnější. Na jižním okraji oceánu vane chladné vlhké západní proudění doprovázející Západní příhon.

### Indický oceán v číslech
- Rozloha:
  - 73,440 milionu km² (pokud sahá až k Antarktidě, tj. např. podle definice Národní zeměpisné společnosti)[1]
  - 68,556 milionu km² (pokud je na jihu omezen 60. rovnoběžkou, za níž navazuje Jižní oceán, tj. podle definice Mezinárodní hydrografické organizace)
- Nejhlubší místo: Jávský příkop 7 725 m
- Podíl na rozloze Země: 14,9 %
- Největší záliv: Bengálský záliv 2,172 milionu km² (největší na Zemi).

### Okrajová moře a zálivy
| - Andamanské moře - Arabské moře - Rudé moře - Timorské moře | - Adenský záliv - Bengálský záliv - Ománský záliv - Perský záliv - Velký australský záliv |

### Ostrovy a souostroví

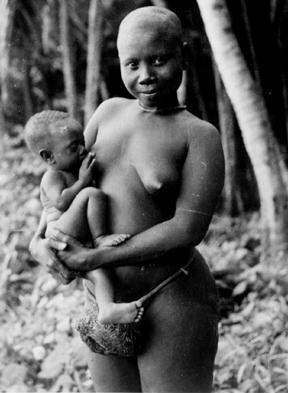
Negritové jsou původními obyvateli Andaman

Hvězdičkou vyznačeny ostrovy na hranici Indického oceánu.
| - Madagaskar - Sumatra* - Jáva* - Cejlon - Tasmánie* - Timor* - Grande-Terre (Kergueleny) - Nias | - Sokotra - Mauricius - Réunion - Maledivy - Seychely - Komory - Kokosové ostrovy - Vánoční ostrov |

### Největší přítoky
| z Afriky                    | z Asie                                                                                      | z Austrálie |
| --------------------------- | ------------------------------------------------------------------------------------------- | ----------- |
| - Zambezi - Limpopo - Džuba | - Ganga/Brahmaputra - Indus - Šatt al-Arab - Iravádí - Salwin - Narmada - Gódávarí - Krišna | - Murray    |

## Ekonomické charakteristiky
Vzhledem k absenci významných studených proudů (kromě Západního příhonu na jihu) dochází v Indickém oceánu pouze nízkému výlovu ryb (zejména krevety a tuňák).
Podél pobřeží Afriky, Arabského poloostrova a Asie vedou důležité námořní trasy po nichž je přepravováno zboží mezi Evropou a východní Asií a více než 40 % světové produkce ropy (z oblasti Perského zálivu). Kolem somálského pobřeží a v Malackém průlivu trvá nebezpečí námořního pirátství.

### Přístavy
| Afrika | Asie | Austrálie                                                 |
| - Beira - Dar-es-Salaam - Durban - Džibuti - Maputo - Mogadišo - Mombasa - Port Elizabeth - Port Louis - Port Sudan - Suez - Toamasina | - Aden - Akaba - Bandar Abbás - Belawan (Medan) - Bombaj - Čennaí - Čitágáon - Dammám - Dauhá - Džebel Ali (Dubaj) - Džidda - Ejlat - Karáčí - Kalkata - Kolombo - Kuvajt - Padang - Port Klang - Rangún | - Adelaide - Fremantle (Perth) - Melbourne - Port Hedland |

## Fauna a flóra

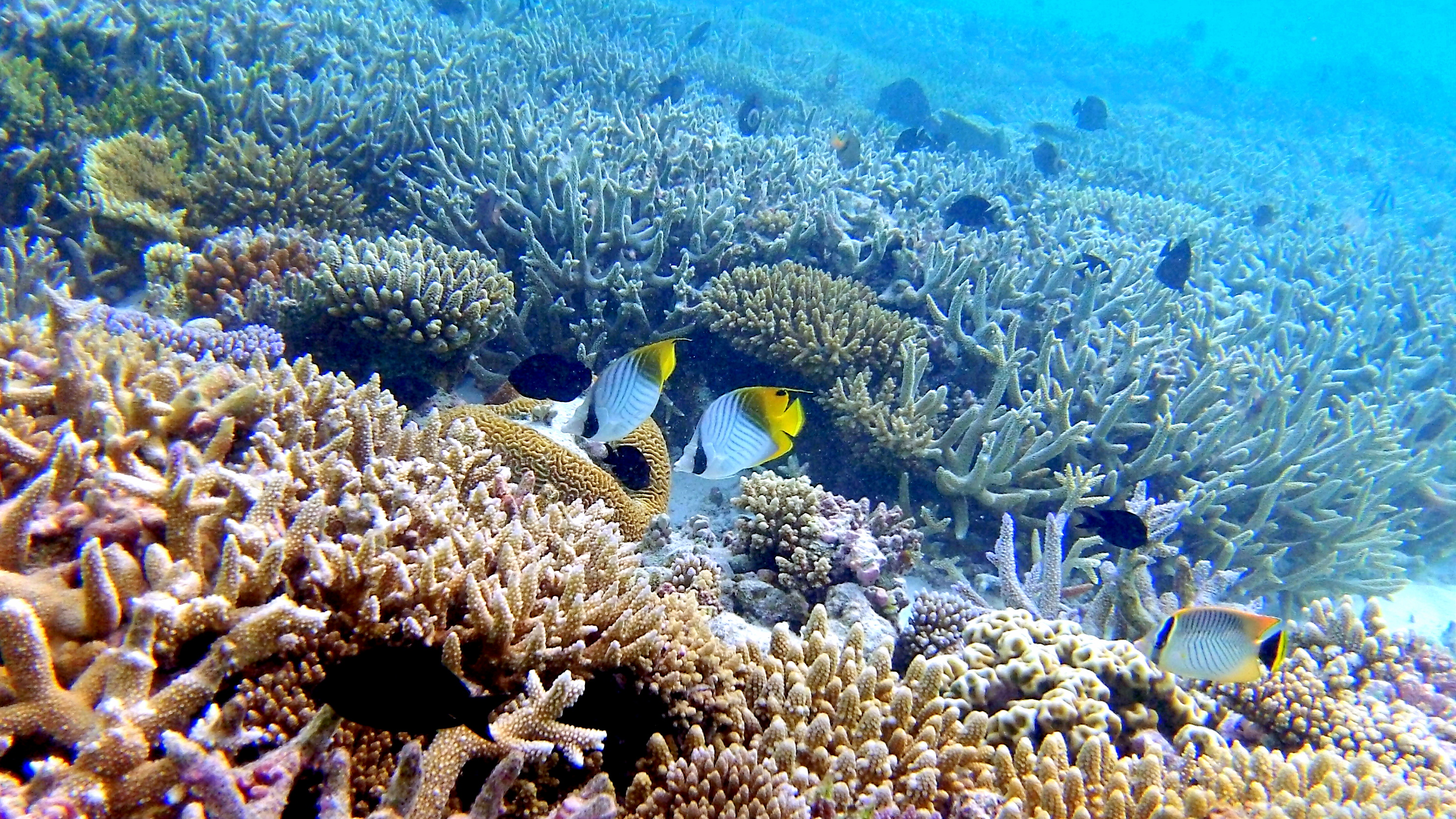
Korálový útes u Malediv

V Rudém moři a kolem souostroví Lakadivy a Maledivy se nachází množství korálových útesů. Oceán je také domovem mnoha druhů želv, velryb, ploutvonožců a vodních savců (např. Dugong indický). Problém znečištění moře ropou a lodní dopravou je aktuální zejména pro Rudé moře, Arabské moře a Perský záliv.